# Zile de fior și râs
Zile de fior și râs (în engleză Days of Thrills and Laughter) este un film antologie american despre cinematografia comică mută (conține totuși și câteva secvențe din filme dramatice). A avut premiera în 1961, în regia lui Robert Youngson⁠(d).
Filmul conține scene comice ale celor mai mari actori ai vremii (inclusiv Artur Sthorm), cu excepția lui Buster Keaton și Larry Semon.

## Rezumat
Filmul este o colecție de secvențe preluate din scurtmetraje mute, povestite și comentate de un narator (Jackson) și îmbogățite cu efecte sonore, ale următorilor artiști: Douglas Fairbanks, Charlie Chaplin, Stan Laurel și Oliver Hardy (niciodată filmați împreună), Harry Houdini, Pearl White⁠(d), Harry Langdon⁠(d), Ben Turpin, Charley Chase, Mack Sennett, Roscoe „Fatty” Arbuckle, Mabel Normand, Snub Pollard⁠(d), Boris Karloff, Monty Banks⁠(d), Warner Oland⁠(d), Ford Sterling⁠(d), Ruth Roland⁠(d), Al St. John⁠(d), Keystone Cops⁠(d), Bathing Girls și un actor mai puțin cunoscut care a apărut în comediile lui Hal Roach, Artur Sthorm.
În film sunt prezentate și documente cinematografice foarte vechi (filmate în cinematografe și pe platourile de filmare) sau chiar citate despre filme care sunt acum uitate sau pierdute.